# Auto Stacker
L’Auto Stacker (récepteur à voitures) était un projet de parc de stationnement automatisé développé dans les années 1960 par le Metropolitan Borough of Woolwich (en) au sud-est de Londres.

## Histoire du projet
Comme le nom le suggère, le récepteur à voitures était une machine destinée à garer les voitures dans un réceptacle, en utilisant à la fois un convoyeur à sangle (bande transporteuse) et un ascenseur pour déplacer les véhicules du niveau du sol vers l'un des 256 espaces de stockage de véhicules. C'était un parc de stationnement automatisé situé au-dessus d'un hall d'exposition de voitures et d'une station-service. 
Il coûta 100 000 £ lors de son installation en 1961 et était situé Beresford Street, à Woolwich.
Son inauguration eut lieu le 11 mai 1961 par la princesse Margaret, comtesse de Snowdon. Toutefois, dès la cérémonie d'ouverture, la démonstration avec un véhicule échoua et ce dernier dut être manipulé à la main.
Ce parc à voiture n'a jamais fonctionné correctement et a finalement été démoli en 1962 pour un coût de 60 000 £.

## Systèmes similaires dans le monde
Ce principe a néanmoins été repris avec un certain succès dans d'autres villes comme Paris, rue du Grenier Saint-Lazare à Paris 3e où 72 places sont disponibles pour un stationnement résidentiel sur 6 niveaux. Cependant, la confiance du propriétaire du véhicule est souvent limitée et le prix de l'infrastructure en limite la diffusion aux centres-villes très denses comme Paris avec la difficulté de trouver un espace libre entre égouts et lignes de métro.
De nombreuses machines (plateformes, ascenseurs et autres) ont été développées pour l'aménagement de parking dans des espaces trop étroits pour recevoir librement le nombre de véhicules souhaités.